# Консервація свердловин
Консервація свердловин (рос. консервация скважин; англ. well conservation; нім. Bohrlochkonservierung f, Sondenkonservierung f) — тимчасове припинення будівництва чи виведення свердловини з експлуатаційного фонду, проведення спеціального оброблення стовбура і герметизація гирла свердловини на певний період часу з метою збереження її стовбура для подальшого використання.
К.с. проводиться на нетривалий термін (декілька місяців) у процесі буріння при появі в розрізі ускладнюючих гірничо-геологічних умов, при кущовому бурінні до закінчення спорудження всіх свердловин у кущі, при освоєнні родовищ до облаштування промислу або на тривалий термін — після відробки родовища. К.с., підготовлених до експлуатації, полягає в установленні повного комплекту гирлової арматури, після чого для пуску свердловини необхідно лише під'єднати її напірну лінію до нафто- або газопроводу. Для збереження пробуреного стовбура окремі інтервали свердловини, складені нестійкими породами, на період консервації закріплюють цементним розчином (цементними пробками чи мостами) або іншими в'яжучими матеріалами (наприклад, смолами). При відновленні робіт у свердловині ці інтервали розбурюють. При К.с. на тривалий період часу гирлова арматура свердловини покривається антикорозійним покриттям. Консервації підлягають розвідувальні, експлуатаційні та нагнітальні свердловини у випадках, коли введення їх в експлуатацію є неможливим протягом одного місяця після закінчення випробування або необхідно припинити експлуатацію діючих свердловин.
Тимчасово можуть бути законсервовані:
- а) розвідувальні свердловини, які закінчені випробуванням на розвіданих родовищах і в подальшому можуть бути використані при розробці цих родовищ; загальний термін консервації не повинен перевищувати 10 років, а після цього терміну вони підлягають ліквідації як такі, що виконали геологічне призначення;

- б) експлуатаційні і нагнітальні свердловини — випереджуючі на термін не більше 5 років, експлуатація яких припинена з різних причин (у зв'язку із здійсненням науково-дослідних робіт з розробки родовища; внаслідок обводнення; з метою протипожежної і санітарної охорони, охорони надр). Після закінчення погодженого терміну консервації не введені в експлуатацію свердловини нафто- і газовидобувних підприємств обліковуються в простоюючому фонді. Витрати, що пов'язані із тимчасовою консервацією нафтових і газових свердловин, відносять на собівартість видобування нафти і газу або на вартість будівництва підземного газосховища. Роботи з консервації і розконсервації свердловин виконують за планами, які погоджуються з місцевими органами Держгірнтехнагляду і з воєнізованим загоном ліквідації відкритих фонтанів.

Свердловину консервують так, щоб була забезпечена можливість повторного введення її в експлуатацію. При наявності міжколонних проявів до початку робіт з консервації повинні бути проведені відповідні ремонтно-відновлювальні роботи. Характер виконуваних робіт з консервації залежить від способу експлуатації, величини пластового тиску і тривалості консервації. При консервації нафтову чи водонагнітальну свердловину необхідно заглушити і заповнити промивною рідиною (буровий розчин, вода), обробленою ПАР. Вона повинна забезпечити тиск на пласт, що є на 5-10 % вищим пластового, якщо він не перевищує гідростатичного тиску, і на 10-15 %, якщо перевищує. В першому випадку при консервації на термін, більший одного року, і в другому випадку при консервації на будь-який термін у стовбурі вище верхніх отворів фільтра встановлюють цементну пробку (міст) висотою 25 м. При консервації чисто нафтових свердловин на термін до шести місяців встановлення цементної пробки не є обов'язковим.
Насосно-компресорні труби (НКТ) із свердловини не витягують, а піднімають над вибоєм на 50 м. На гирлі кожної свердловини встановлюють трубну головку фонтанної арматури (хрестовину) з контрольним вентилем і по одній центральній і затрубній засувці; знімають штурвали із засув і манометри; патрубки герметизують, фланці засув обладнують заглушками. Насосні свердловини герметизують засувкою, яку встановлюють на колонний фланець.
Для запобігання замерзанню гирло і верхню частину колони на глибину 30 м заповнюють незамерзаючою рідиною (солярове масло, 30%-й розчин хлористого кальцію, нафта і т. ін.), а за умов багаторічної мерзлоти свердловину заповнюють цією рідиною на всю глибину замерзлих порід. При консервації газової свердловини з пластовим тиском, що не перевищує гідростатичного, на термін менше трьох місяців глушіння не обов'язкове.
Якщо тривалість консервації такої свердловини перевищує два роки, то додатково в інтервалі продуктивного пласта її заповнюють рідиною, яка не приводить до зниження колекторських властивостей пласта, а над інтервалом перфорації встановлюють цементну пробку (міст) висотою 25-50 м. При цьому НКТ витягують повністю і на гирлі встановлюють тільки засуву високого тиску, знімають штурвал і ставлять заглушку.
Якщо газова свердловина оснащена комплектом підземного обладнання, то цементної пробки не ставлять; прохід НКТ перекривають нижче пакера глухою пробкою; міжколонні простори і НКТ заповнюють інгібіторним розчином, а фонтанну арматуру обладнують глухою пробкою, яка використовується для зміни фонтанної арматури під тиском. Гирлове обладнання всіх законсервованих свердловин повинно бути захищене від корозії.
Гирло законсервованої свердловини огороджують. На огородженні кріплять табличку, на якій вказують номер свердловини; назву родовища (площі) й організації, яка пробурила свердловину; терміни консервації. Після закінчення консерваційних робіт складають акт. Не рідше одного разу на квартал перевіряють стан законсервованих свердловин із записом у журналі.